# Olivier Boivin
Pour les articles homonymes, voir Olivier Boivin (mah-jong).
Olivier Boivin, né le 6 juin 1965 à Saint-Brieuc (Côtes-d'Armor), est un céiste français, médaillé olympique en 1992.

## Palmarès

### Jeux olympiques
- Jeux olympiques de 1992 à Barcelone :
  -  Médaille de bronze en C-2 1 000 m.

### Championnats du monde
- Championnats du monde de course en ligne (canoë-kayak) 1989 à Plovdiv :
  -  Médaille d'argent en C-2 1 000 m.
  -  Médaille d'argent en C-2 10 000 m.

- Championnats du monde de course en ligne (canoë-kayak) 1991 à Paris :
  -  Médaille d'argent en C-2 1 000 m.
  -  Médaille de bronze en C-2 500 m.

- Championnats du monde de course en ligne (canoë-kayak) 1993 à Copenhague :
  -  Médaille d'argent en C-2 1 000 m.

- Championnats du monde de course en ligne (canoë-kayak) 1994 à Mexico :
  -  Médaille de bronze en C-2 200 m.

- Championnats du monde de course en ligne (canoë-kayak) 1995 à Duisbourg :
  -  Médaille de bronze en C-4 200 m.